# Nemanthidae
Nemanthidae é uma família de cnidários antozoários da infraordem Thenaria, subordem Nyantheae (Actiniaria).

## Géneros
- Nemanthus Carlgren, 1940